# Lhasang Tsering
Lhasang Tsering né en 1952 au Tibet est un militant et un poète tibétain.

## Biographie
À l'âge de 7 ans, son père qui sent se préparer une tragédie nationale quitte le Tibet en 1959. Ils furent parmi les premiers réfugiés à s'installer en Inde, où il n'y avait à l'époque pas d'emploi pour les Tibétains. Des missionnaires Américains lui proposent de poursuivre ses études aux États-Unis, mais il refuse, ne souhaitant pas s'éloigner de la résistance tibétaine.
Il fut président du Congrès de la jeunesse tibétaine TYC de 1986 à 1990.
Il s'opposa publiquement au dalaï-lama et réclame l'indépendance complète, inspirant les jeunes tibétains par sa ténacité.
En 1992, il cofonde l'Institut Amnye Machen avec Tashi Tsering, Pema Bhum et Jamyang Norbu, trois autres Tibétains en exil avec une aide financière de  50 000 roupies du 14e dalaï-lama.
Il lutte pour l'indépendance complète du Tibet, inspirant les jeunes tibétains par sa ténacité.
Avec son épouse Dorjee Lhamo, il est propriétaire du Bookworm, une des meilleures librairies de Dharamsala.